# Bombardement de la Suisse pendant la Seconde Guerre mondiale
Les bombardements de la Suisse pendant la Seconde Guerre mondiale sont principalement réalisés par les Alliés qui les attribuent officiellement à des erreurs de navigation.

## Violation de l'espace aérien suisse
Pendant le conflit, la Suisse reste neutre conformément au traité signé le 20 mars 1815 au Congrès de Vienne marquant la neutralité perpétuelle de la Suisse. Complètement entourée par des pays de l'Axe ou occupés par ces derniers, son espace aérien est violé régulièrement par les belligérants.
Au début de la guerre, les Forces aériennes suisses intercepte les avions allemands violant son espace aérien pendant la bataille de France. Devant les menaces allemandes de sanctions et de représailles, le 20 juin 1940, le gouvernement suisse décide la fin des interceptions d’avions étrangers survolant le pays.
Avec son espace aérien ouvert aux belligérants, les sirènes d'alertes aériennes retentissent plus de 7 000 fois dans le pays pendant la guerre.

## Survols des bombardiers alliés

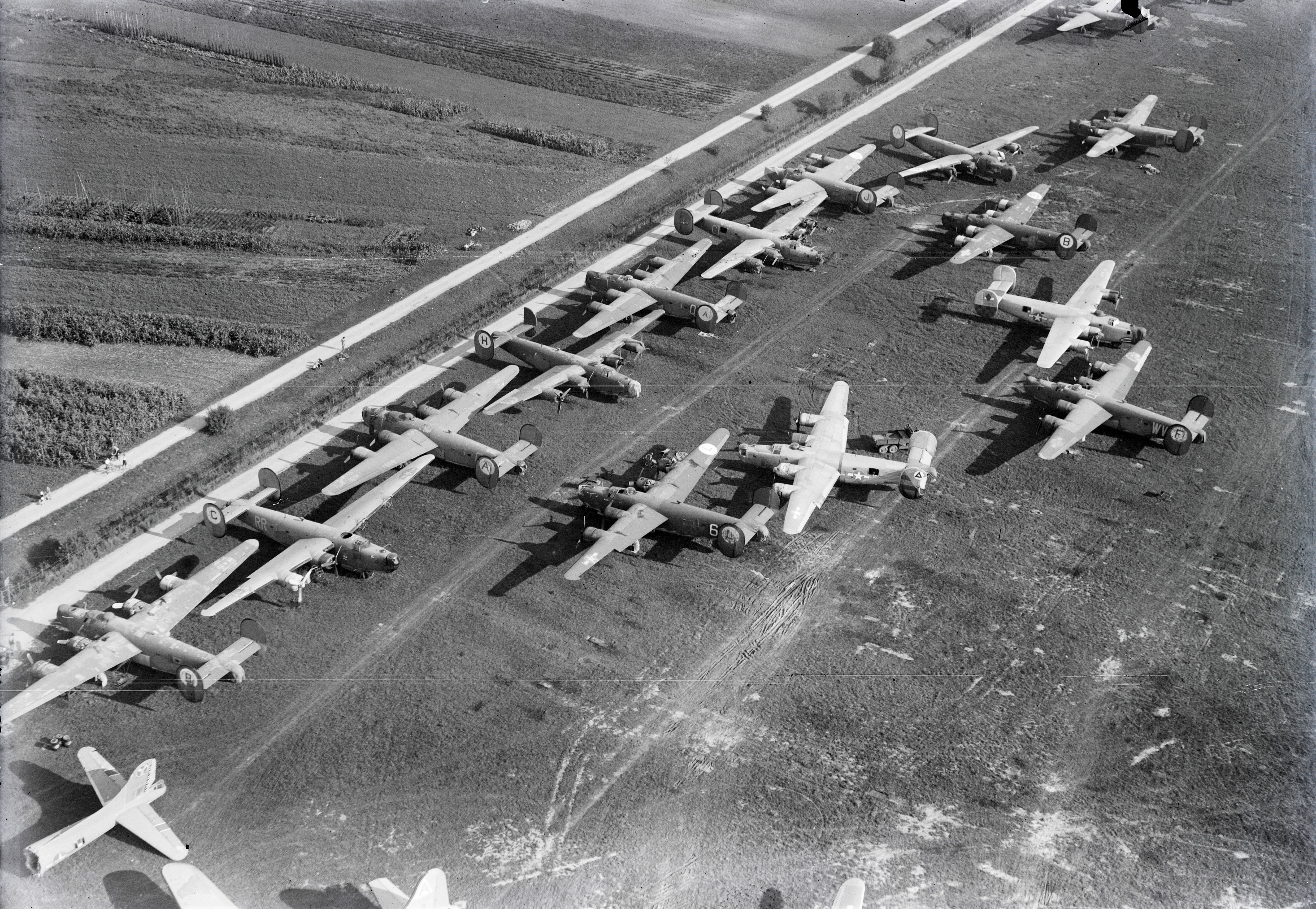
Bombardiers alliés encore entreposés à l'aérodrome militaire de Dübendorf le 16 octobre 1945. La plupart d'entre eux ont effectués un atterrissage d'urgence en Suisse.

Certains bombardiers alliés profitent de cette situation et utilisent l’espace aérien suisse comme un itinéraire plus sûr pour aller bombarder des cibles en Allemagne et en Italie. Les bombardiers en détresse préfèrent atterrir en Suisse neutre plutôt qu’en territoire ennemi. En conséquence, la Suisse interne 1 700 aviateurs américains pendant le conflit.
En 1941, les bombardiers alliés survolent très rarement la Suisse, car le pays applique un black-out complet afin de compliquer la navigation des avions des belligérants. Les vols augmentent au cours de l'année 1942.

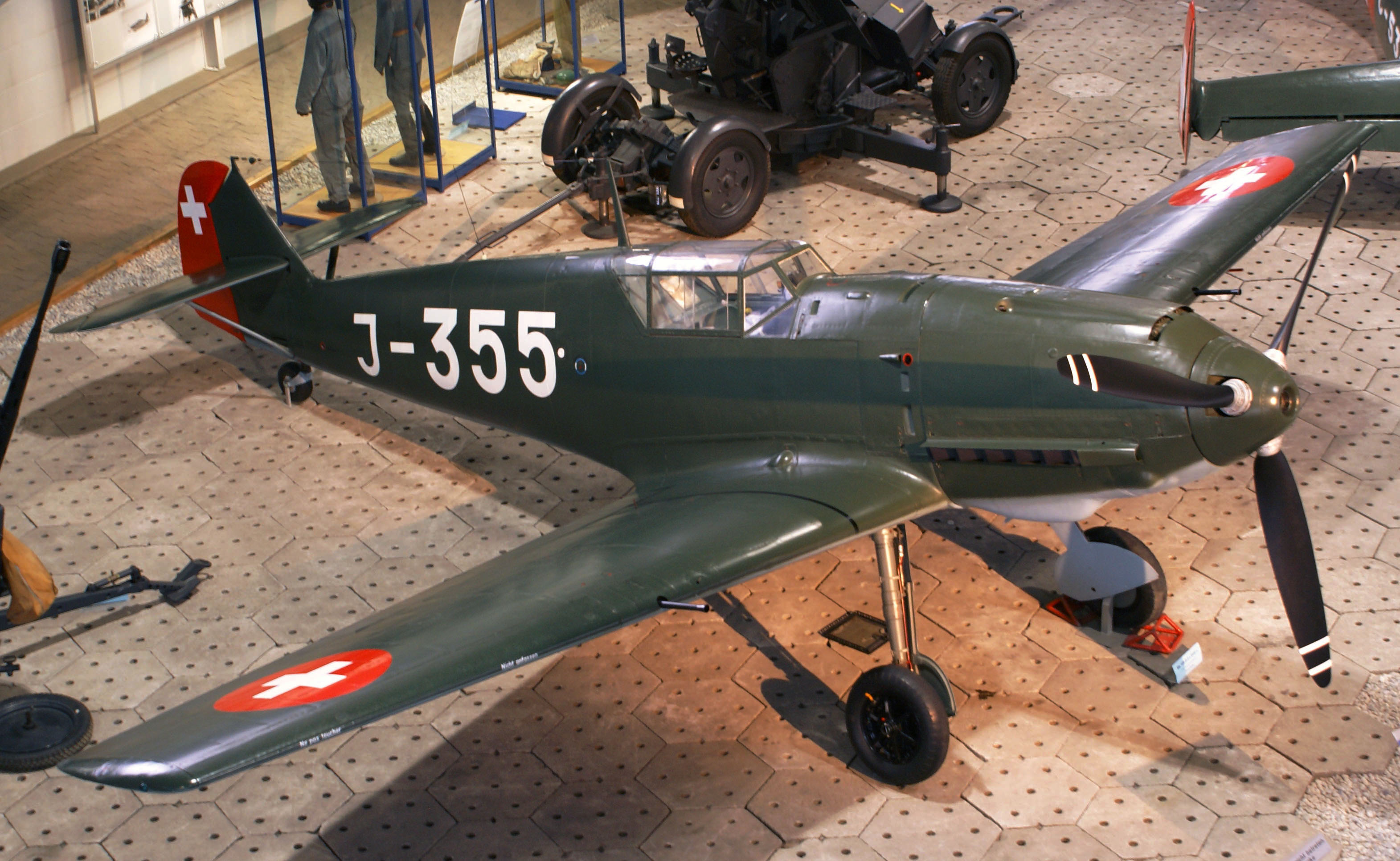
Avion de chasse Messerschmitt Bf 109 E-3 utilisé par les Forces aériennes suisses, 1939-1948.

En 1943, les forces aériennes suisses recommencent à attaquer les avions qui violent l’espace aérien du pays. Six avions alliés sont abattus par des chasseurs des Forces aériennes suisses et quatre par la DCA, tuant 36 aviateurs alliés. Les premiers avions alliés abattus sont deux bombardiers de la Royal Air Force volant à basse altitude au-dessus du territoire suisse dans la nuit du 12 au 13 juillet 1943. Ils sont victimes des tirs des canons antiaériens du Valais. Le premier bombardier américain est abattu près de Bad Ragaz le 1er octobre 1943, il n'y a que trois survivants dans l'équipage.

## Les bombardements
Les avions alliés bombardent la Suisse environ 70 fois pendant la Seconde Guerre mondiale, tuant 84 personnes. Bien que ces bombardements soient attribués à des erreurs, certains historiens soupçonnent les Alliés de faire pression sur la Suisse pour sa coopération économique avec le troisième Reich,. Mais cette théorie contemporaine est aujourd’hui clairement réfutée, même si Winston Churchill a également envisagé de bombarder les lignes de chemin de fer en Suisse que les trains de marchandise des forces de l’axe empruntaient en échange de marchandise essentielles (nourriture, charbon, etc.).

### 1940
- Dans la nuit du 11 au 12 juin 1940, trois vagues de bombardements traversèrent le ciel genevois. Aux commandes de leurs aéronefs, des aviateurs anglais lâchèrent huit projectiles de 170 kg sur le quartier de Champel. Les quartiers de Plainpalais et Carouge furent aussi visés par les pilotes britanniques. Partis d'Angleterre, les pilotes anglais cherchaient à atteindre les usines de fabrication de chars blindés et d’avions militaires situées à Gênes (Genoa sur leurs cartes), mais confondirent peut-être ce nom apposé sur leurs cartes avec celui de Geneva. Le bilan des victimes genevoises s’établit à 5 morts et 7 blessés graves.
- Le 12 juin 1940, 7 bombes furent larguées sur la gare de Renens (Vaud) par des avions anglais qui occasionnèrent 2 morts, plusieurs blessés et des dommages matériels relativement importants.

- Dans la nuit du 16 au 17 décembre 1940, Bâle et Binningen sont bombardés par la Royal Air Force. Il y a quatre morts[9]

- Le 23 décembre 1940, le viaduc ferroviaire de Wipkingen est bombardé à Zurich. Une personne est tuée, d’autres sont blessées. L’usine Maag est touchée par plus de 50 bombes incendiaires. La véritable cible devait être la Motoren-Werke Mannheim (MWM) à Mannheim. En raison du mauvais temps, certains pilotes auraient dévié de leur trajectoire et bombardé par erreur Zurich. Après cet incident, des rumeurs d’attaques planifiées se sont répandues car l’usine Maag livrait des pièces d’armement à l’Allemagne et des transports de charbon entre l’Allemagne et l’Italie passaient par une ligne de chemin de fer traversant le site[8].

### 1941-1942
- En 1941 et 1942, il n’y a eu que peu de survols alliés au-dessus du territoire suisse, du fait du black-out appliqué dans le pays qui gène l'orientation des formations de bombardiers. Au cours de l’année 1942, le nombre de survols augmente progressivement.

### 1943
- Le 17 mai 1943, des bombes sont larguées sur le quartier d'Oerlikon  à Zurich où se trouve l'usine de canons antiaériens Oerlikon Contraves.
- Dans la nuit du 12 au 13 juillet 1943, Riggisberg est bombardé par un bombardier britannique qui vide sa soute à bombes pour prendre en urgence de l'altitude afin de sortir d'une zone orageuse. Il fait partie d’une escadrille d’une centaine d’Avro Lancaster britanniques qui traverse la Suisse du nord pour bombarder Turin. Le reste de la formation, qui s'est dispersée, s'allège aussi pour sortir de la zone orageuse et éviter les tirs de la défense antiaérienne dans le Col du Marchairuz, notamment au-dessus du Val de Ruz, de Flamatt et de Lutry. Ces largages font peu de dégâts au sol. Deux bombardiers s'écrasent en Valais en raison des violents orages. L'un sur le flanc de la montagne du Grammont, au-dessus du Bouveret et l'autre sur alpage de Thyon au-dessus de Sion et leurs équipages sont tués[10],[11],[12],[13].

### 1944

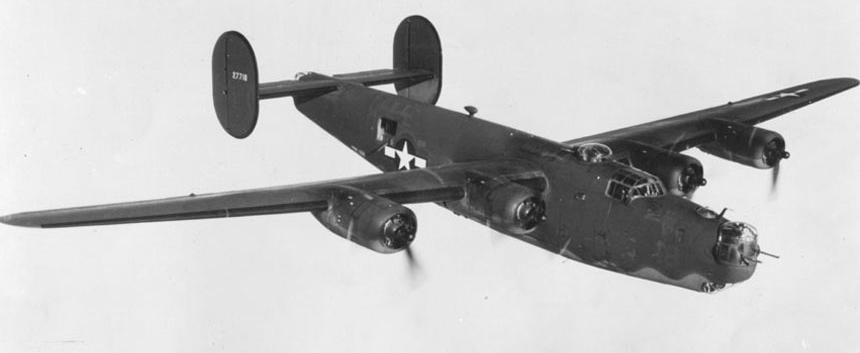
B-24 liberator en vol.

- B-24 liberator en vol.Le 1er avril 1944, le bombardement de jour de Schaffhouse par l’United States Army Air Forces (USAAF) est le plus grave de tous les incidents. Environ 50 B-24 Liberator prennent par erreur Schaffhouse pour cible au lieu de Ludwigshafen am Rhein près de Mannheim (environ 235 km plus au nord). Ils larguent 60 tonnes de bombes sur la ville. Bien que l'alerte soit donnée, les habitants, se sentant en sécurité, ne la prennent pas au sérieux et ne rejoignent pas les abris antiaériens. Au total, 40 personnes sont tuées et environ 270 blessées. Une bonne partie de la ville est détruite. Les enquêtes alliées, demandées par le gouvernement suisse sur l’incident, révèlent que le mauvais temps a rompu la formation américaine au-dessus de la France et que des vents favorables violents ont doublé la vitesse des bombardiers trompant les navigateurs. D'autres villes  en Allemagne et en France ont également été bombardées par erreur au cours de cette mission[14],[15],[16],[17],[18].
- Le 6 août 1944, un bombardier et deux chasseurs de la Luftwaffe firent trois passages en dessus de Morgins, à la frontière avec la France, en Valais. Ils lâchèrent deux bombes et mitraillèrent des gens fuyant l'attaque. Les vitraux de l’église volèrent en éclat, l’hôtel du Sapin et un chalet voisin furent endommagés. Il y eut plusieurs blessés, mais seules deux vaches périront à la suite de ce raid aérien. C’est le val d'Abondance qui était visé en représailles à des actions de la résistance française. Les mêmes avions bombardèrent Abondance et le hameau de Vacheresse. Des blessés furent amenés à Morgins, puis à l’hôpital de Monthey pour y être soignés[19].
- En octobre 1944, deux personnes sont blessées dans l’attaque aérienne du Noirmont.
- Le 9 novembre 1944, des bombardiers américains larguent 20 bombes explosives sur le hameau de Glattfeld faisant trois morts et plusieurs blessés. Le viaduc ferroviaire de la ligne Winterthur-Coblence ainsi que plusieurs habitations sont endommagés. La centrale d’Eglisau, située près de Rheinsfelden, n'est pas endommagée.
- Le 25 décembre 1944, neuf bombardiers confondent Thayngen avec Singen en Allemagne et tuent une personne.

### 1945
- Le 11 janvier 1945, un conducteur de locomotive des Chemins de fer fédéraux suisses (CFF) est tué dans le bombardement, par les alliés, de la ligne de chemin de fer du Saint-Gothard près de Chiasso.
- Le 22 février 1945, 13 attaques aériennes de l’USAAF ont lieu sur la Suisse. Stein am Rhein subit le plus de dégâts (9 morts et 15 blessés graves). Taegerwilen, Rafzet Vals sont aussi attaquées. Au total, 21 personnes sont tuées ce jour-là[20].
- Le 4 mars 1945 à 10 h 19, six B-24 Liberator américains du 392e Bomb Squadron bombardent Zurich : cinq personnes sont tuées et quinze blessées. Les pilotes auraient confondu la ville avec Pforzheim[8].
- Le même jour à 10 h 13, la gare de fret de Bâle est bombardée par l'USAAF. Neuf bombardiers B-24 Liberator du 466e Bomb Group lâchent 12,5 tonnes de bombes explosives et 5 tonnes de bombes incendiaires[21]. Les quartiers de Gundeldinger, Saint-Alban et Breitequartier sont touchés[22].

## Réparations
Le 21 octobre 1949, au titre des dommages de guerre, le gouvernement des États-Unis verse 62 millions de francs suisses en complément des quatre millions de dollars US déjà versés en octobre 1944.